# NGC 6050A
NGC 6050A is een balkspiraalstelsel in het sterrenbeeld Hercules. Het sterrenstelsel ligt ongeveer 400 miljoen lichtjaar van de Aarde verwijderd en werd op 27 juni 1886 ontdekt door de Amerikaanse astronoom Lewis A. Swift.
NGC 6050A maakt deel uit van een grotere groep sterrenstelsels, namelijk de Herculescluster, en interageert met NGC 6050B.

## Synoniemen
- IC 1179A
- DRCG 34-156
- UGC 10186
- ZWG 108.118
- MCG 3-41-93
- Arp 272
- KCPG 481B
- PGC 57058